# Digenit
Digenit, veraltet auch als α-Kupferglanz oder Blauer isotroper Kupferglanz bekannt, ist ein häufig vorkommendes Mineral aus der Mineralklasse der „Sulfide und Sulfosalze“ mit der chemischen Zusammensetzung Cu9S5 beziehungsweise β-Cu1,8S. Digenit ist damit chemisch gesehen ein Kupfersulfid.
Digenit kristallisiert im trigonalen Kristallsystem und findet sich meist in Form von Verwachsungen mit anderen Kupfersulfiden und massigen Mineral-Aggregaten, selten aber auch in Form trigonaler oder pseudokubischer Kristalle bis etwa 3 cm Größe von blauschwarzer Farbe bei grauschwarzer Strichfarbe. Das Mineral ist auch in dünnen Schichten undurchsichtig (opak). Auf den Kristallflächen frischer Proben beziehungsweise auf frischen Schnitt- oder Bruchflächen zeigt sich starker Metallglanz. Allerdings laufen diese Flächen an der Luft nach einiger Zeit schwarz an und werden matt oder bilden einen braunen, pulvrigen Überzug.

## Etymologie und Geschichte
Erstmals entdeckt wurde Digenit zusammen mit Cuproplumbit (Gemenge aus Galenit und Chalkosin) auf Mineralproben aus Chile. Einen genaueren Fundort für diese Proben konnte August Breithaupt in seiner Erstbeschreibung 1844 nicht nennen, da sie von dem Oberhüttenamts-Assessor Ihle aus einer Schiffsladung für ein Schmelzwerk in England entnommen und nach Freiberg gebracht wurden. Den von Breithaupt als neues Mineral beschriebene Digenit fand dieser im Zuge seiner Untersuchungen auch auf Proben aus Sangerhausen (Sachsen-Anhalt, Grenze Thüringen) in der Sammlung von Freiesleben.
Breithaupt benannte das Mineral aufgrund seiner chemischen Verwandtschaft mit Chalkosin und Covellin nach den griechischen Worten δύο [dýo] bzw. dessen Präfix δι- [di-] für Zwei und γένος [genos] für Art, Gattung, Geschlecht oder Stamm – zusammengesetzt also „von zweifacher Abstammung“.
Digenit war bereits lange vor der Gründung der International Mineralogical Association (IMA) bekannt und als eigenständige Mineralart anerkannt. Damit hätte Digenit theoretisch den Status eines grandfathered Mineral. In der 1962 erfolgten Publikation der IMA: Commission on new minerals and mineral names wurde allerdings nach einstimmigem Beschluss die parallel kursierende Bezeichnung Neodigenit diskreditiert und Digenit als allein gültiger Mineralname anerkannt. Seitdem wird Digenit in der „Liste der Minerale und Mineralnamen“ der IMA unter der Summenanerkennung „IMA 1962 s.p.“ (special procedure) geführt.

## Klassifikation
Bereits in der veralteten 8. Auflage der Mineralsystematik nach Strunz gehörte der Digenit zur Mineralklasse der „Sulfide und Sulfosalze“ und dort zur Abteilung „Sulfide etc. mit M : S > 1 : 1“, wo er gemeinsam mit Anilith und Bornit sowie im Anhang mit Rickardit und Umangit in der „Digenit-Bornit-Gruppe“ mit der Systemnummer II/A.02 steht.
In der zuletzt 2018 überarbeiteten Lapis-Systematik nach Stefan Weiß, die formal auf der alten Systematik von Karl Hugo Strunz in der 8. Auflage basiert, erhielt das Mineral die System- und Mineralnummer II/B.01-030. Dies entspricht ebenfalls der Abteilung „Sulfide, Selenide und Telluride mit dem Stoffmengenverhältnis Metall : S,Se,Te > 1 : 1“, wo Digenit zusammen mit Anilith, Chalkosin, Djurleit, Geerit, Roxbyit, Spionkopit und Yarrowit die Gruppe der „Kupfersulfide“ mit der Systemnummer II/B.01 bildet.
Auch die von der International Mineralogical Association (IMA) zuletzt 2009 aktualisierte 9. Auflage der Strunz’schen Mineralsystematik ordnet den Digenit in die Abteilung „Metallsulfide, M : S > 1 : 1 (hauptsächlich 2 : 1)“ ein. Diese ist allerdings weiter unterteilt nach den in der Verbindung vorherrschenden Metallen, so dass das Mineral entsprechend seiner Zusammensetzung in der Unterabteilung „mit Kupfer (Cu), Silber (Ag), Gold (Au)“ zu finden ist, wo es zusammen mit dem bisher als hypothetisches Mineral geltenden Hoch-Digenit eine unbenannte Gruppe mit der Systemnummer 2.BA.05e bildet.
In der vorwiegend im englischen Sprachraum gebräuchlichen Systematik der Minerale nach Dana hat Digenit die System- und Mineralnummer 02.04.07.03. Das entspricht ebenfalls der Klasse der „Sulfide und Sulfosalze“ und dort der Abteilung „Sulfidminerale“. Hier findet er sich innerhalb der Unterabteilung „Sulfide – einschließlich Seleniden und Telluriden – mit der Zusammensetzung AmBnXp, mit (m+n) : p = 2 : 1“ in der  „Chalkosingruppe (Formel: Cu2-x S)“, in der auch Chalkosin, Djurleit, Roxbyit, Anilith, Geerit und Spionkopit eingeordnet sind.

## Kristallstruktur
Digenit kristallisiert trigonal in der Raumgruppe R3m (Raumgruppen-Nr. 166) mit den Gitterparametern a = 3,92 Å und c = 48,00 Å sowie 15 Formeleinheiten pro Elementarzelle.

## Eigenschaften
Vor dem Lötrohr schmilzt Digenit spritzend zu einer spröden Kugel und unter Verwendung von Soda erhält man leicht ein Kupferkorn. In Salpetersäure löst sich Digenit unter Abscheidung von Schwefel und färbt die Flüssigkeit grün.

## Bildung und Fundorte

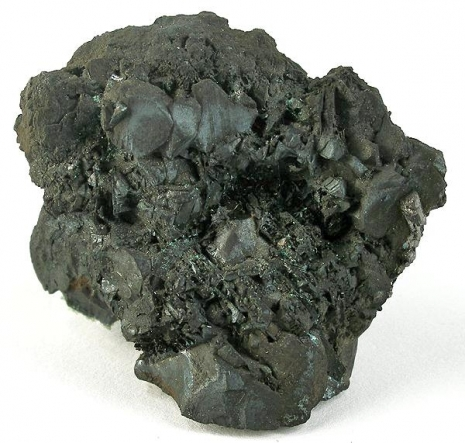
Digenitstufe aus Butte (Montana), USA (Größe: 4,2 × 3,8 × 2,2 cm)

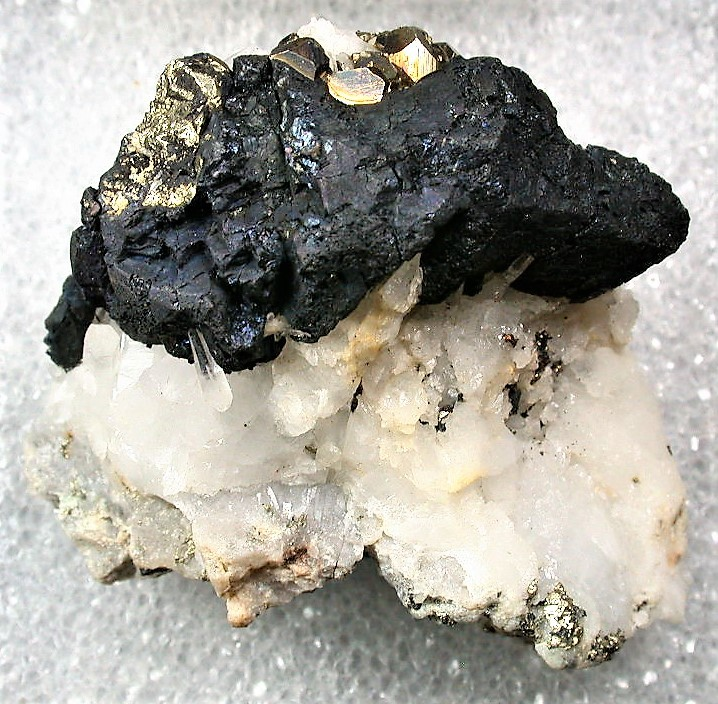
Digenit (schwarz mit bläulicher Tönung) und Pyrit (goldfarbig) auf Quarz (weiß) aus der Leonard Mine, Silver Bow County, Montana
(Größe: 40 mm × 36 mm × 18 mm)

Digenit bildet sich durch hydrothermale Vorgänge in primären oder sekundären Kupfer-Lagerstätten. Begleitminerale sind neben dem Chalkosin unter anderen noch Djurleit, Bornit, Chalkopyrit und andere Kupferminerale sowie Pyrit.
Als häufig vorkommende Mineralbildung ist Digenit an vielen Fundorten anzutreffen. Weltweit sind bisher rund 1200 Vorkommen für Digenit dokumentiert (Stand: 2024). Außer an seiner Typlokalität in Sangerhausen konnte das Mineral in Deutschland noch an vielen Orten im Schwarzwald in Baden-Württemberg; bei Hagendorf im Oberpfälzer Wald und Wölsendorf im Landkreis Schwandorf in Bayern; am Hohenstein in Hessen; bei Mausbach (Stolberg), Untermaubach und Eiserfeld in Nordrhein-Westfalen; bei Niederhausen an der Appel, Kruft, Mendig, am Ettringer Bellerberg, Bleialf, Fischbach, Imsbach, Rammelsbach und Obermoschel in Rheinland-Pfalz; bei Kastel und Walhausen im Saarland; bei Neudorf (Harzgerode) und Mansfeld in Sachsen-Anhalt sowie bei Gera, Saalfeld und Schnellbach (Floh-Seligenthal) in Thüringen.
In Österreich trat das Mineral vor allem in Kärnten, Niederösterreich, Salzburg, der Steiermark und Tirol auf.
In der Schweiz fand man Digenit unter anderem bei Riniken im Kanton Aargau, Aranno im Tessin und an mehreren Orten im Kanton Graubünden.
Weitere Fundorte sind Ägypten, Argentinien, Armenien, Australien, Belgien, Bolivien, Brasilien, Bulgarien, Chile, China, die Demokratische Republik Kongo, Ecuador, Eritrea, Fidschi, Finnland, Frankreich, Ghana, Griechenland, Grönland, Haiti, Indien, Indonesien, Iran, Irland, Italien, Japan, Kanada, Kasachstan, Luxemburg, Madagaskar, Marokko, Mexiko, Myanmar, Namibia, Neuseeland, Niger, Norwegen, Panama, Papua-Neuguinea, Peru, die Philippinen, Polen, Portugal, Rumänien, Russland, Sambia, Schweden, Serbien, Simbabwe, Slowakei, Slowenien, Spanien, Südafrika, Südkorea, Thailand, Trinidad und Tobago, Tschechien, Türkei, Ungarn, Usbekistan, das Vereinigte Königreich (Großbritannien), die Vereinigten Staaten von Amerika (USA) und Zypern.
Auch in Gesteinsproben vom mittelatlantischen Rücken, vom Zentralindischen Rücken und Ostpazifischen Rücken konnte Digenit nachgewiesen werden.